# Конинг Тауерс Нотлис Парк (Конектикат)
Конинг Тауерс Нотлис Парк (енгл. Conning Towers Nautilus Park) насељено је место без административног статуса у америчкој савезној држави Конектикат.

## Демографија
По попису из 2010. године број становника је 8.834, што је 1.407 (-13,7%) становника мање него 2000. године.
| Група             | 2000.         | 2010.         |
| Белци             | 8.039 (78,5%) | 6.359 (72,0%) |
| Афроамериканци    | 985 (9,6%)    | 785 (8,9%)    |
| Азијати           | 238 (2,3%)    | 326 (3,7%)    |
| Хиспаноамериканци | 635 (6,2%)    | 916 (10,4%)   |
| Укупно            | 10.241        | 8.834         |